# Bernard Thomas Edward Clark

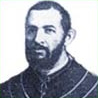
Bernard Thomas Edward Clark

Bernard Thomas Edward Clark CFMCap (* 12. November 1856 in London; † 26. September 1915 in Victoria) war ein englischer Geistlicher und Kapuziner.
1874 trat Clark den Kapuzinern in Paris bei und wurde im Dezember 1881 zum Priester geweiht.
Am 21. März 1902 ernannte Papst Leo XIII. ihn zum Titularbischof von Tingis und Apostolischen Vikar von Arabien. Am 1. Juni 1902 weihte Pierre-Hector Coullié, Erzbischof von Lyon, zum Bischof. Mitkonsekratoren waren Louis-Calixte Victor Lacerre, OFMCap, sein Vorgänger als Apostolischer Vikar von Arabien, und Mike Udischel, OFMCap, Bischof von Port Victoria. Papst Pius X. ernannte ihn am 20. Juni 1910 zum Bischof von Port Victoria.